# Березай (озеро)
Береза́й — пресноводное озеро в Новгородской области России, находится на территории Валдайского района.
Расположено на юго-востоке района, на Валдайской возвышенности, в 5,5 километрах к северу от озера Шлино. Находится на высоте 205 метров над уровнем моря. Форма озера чашеобразная, с диаметром около 3,2 км. На озере имеется 5 некрупных островов. Площадь водной поверхности — 5,5 км², площадь водосбора — 39 км². 
Впадает несколько ручьёв по периметру озера. На севере вытекает река Березайка, впадающая в Мсту и относящаяся к бассейну озера Ильмень. Дно илистое, местами песчаное. Берега низкие, слабо изрезаны, покрыты заболоченным лесом со всех сторон, кроме северного берега. Ближайшие населённые пункты: деревни Нива в 1 км к северу и Яконово в 1,5 км к западу.
Озеро богато рыбой, обитает щука.